# Ngũ Lĩnh

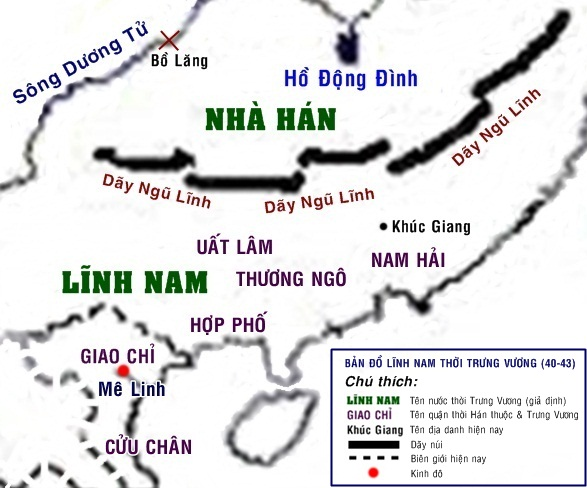
Vị trí hệ thống dãy núi Ngũ Lĩnh trên bản đồ

Ngũ Lĩnh (chữ Hán: 五岭), còn gọi là Nam Lĩnh (giản thể: 南岭, chữ Hán phồn thể: 南嶺), là tên loạt dãy núi ở vùng ranh giới các tỉnh Hồ Nam, Giang Tây, Quảng Đông, Quảng Tây của Trung Quốc. Nhóm núi trải dài 600 km từ Tây sang Đông trong khu vực từ vĩ tuyến 24 đến vĩ tuyến 26, ngăn cách vùng Lưỡng Quảng với phần lãnh thổ phía nam của vùng Giang Nam.
Ngũ Lĩnh gồm 5 dãy núi nhỏ: Việt Thành Lĩnh (越城岭), Đô Bàng Lĩnh (都庞岭), Manh Chử Lĩnh (萌渚岭), Kỵ Điền Lĩnh (骑田岭) và Đại Dữu Lĩnh (大庾岭). Ngũ Lĩnh cũng là đường phân thủy giữa hai con sông lớn là Dương Tử và Châu Giang. Mai Quan cổ đạo được mở tại Đại Dữu Lĩnh dưới thời nhà Đường. Khu vực phía nam dãy núi Nam Lĩnh gọi là Lĩnh Nam.

## Các dãy núi hợp thành
- Việt Thành Lĩnh giữa Hồ Nam với Quảng Tây, có đỉnh Miêu Nhi Sơn (猫儿山) cao 2.142 m.
- Đô Bàng Lĩnh giữa Hồ Nam với Quảng Tây, có núi Cửu Thái Lĩnh (韭菜岭) cao 2.009 m.
- Manh Chử Lĩnh giữa Hồ Nam với Quảng Tây có đỉnh Mã Đường (马塘顶) cao 1.787 m.
- Kỵ Điền Lĩnh ở Trầm Châu, Hồ Nam, có đỉnh cùng tên cao 1.510 m.
- Đại Dũ Lĩnh giữa Quảng Đông và Giang Tây, có núi Du Sơn cao 1.073 m.

Ngoài ra còn có: 
- Cửu Nghi Sơn giữa Hồ Nam với Quảng Đông.
- Hải Dương Sơn có đỉnh Bảo Giới Lĩnh (宝界岭) cao 1.935,8 m.

## Địa chất
Phần lõi của Nam Lĩnh chủ yếu là đá hoa cương, được che phủ chủ yếu là sa thạch cứng có niên đại thuộc kỷ Devon và đá vôi thuộc kỷ Than Đá. Các dãy núi hợp thành Nam Lĩnh chủ yếu chạy theo hướng đông bắc-tây nam, nhưng về tổng thể thì Nam Lĩnh chạy dài theo hướng đông-tây. Giữa các dãy núi có các thung lũng và các dãy đồi thấp. Gió bắc lạnh khô đôi khi vượt qua các Ngũ Lĩnh ở các thung lũng và đồi thấp này nhưng nói chung bị ngăn lại bởi vùng không khí ấm ẩm phía nam dãy núi.